# Der Klang der Glöckchen
Der Klang der Glöckchen ist ein französisch-afghanischer Kurzfilm von Chabname Zariab aus dem Jahr 2016.

## Handlung
Saman ist ein attraktiver Teenager und im Besitz des reichen Farroukhzad, in dessen Haus er lebt. Er tanzt für ihn als Bacha: Als Frau verkleidet, mit Schleier und Glöckchenbändern an Händen und Füßen unterhält er nicht nur Farroukhzad Freunde mit Tanz, sondern muss ihnen auch nach dem Tanz sexuelle Dienste erweisen. Tagsüber wird sein Leben streng von Farroukhzad überwacht, so darf Saman sich nie ohne sein Wissen von ihm entfernen.
Eines Tages kommt der Junge Bijane in Farroukhzads Haus. Saman erkennt, dass das Kind als sein Nachfolger aufgebaut werden soll. Er weigert sich zunächst, Bijane das Tanzen beizubringen, fügt sich dann jedoch. Saman bemerkt, dass Bijane nicht weiß, was seine zukünftige Aufgabe sein wird. Er wurde von Farroukhzads Gehilfen aus einem Dorf geholt. Bijzane hat Angst vor dem Tanzen und den Männern. Saman wiederum wird von Bekannten entführt und zu seiner Müllhalde gebracht, wo ein inzwischen zu alter früherer Bacha lebt. Saman ist entsetzt und weiß nun, welche Zukunft er zu erwarten hat. Bijane wiederum weigert sich, vor Farroukhzad zu tanzen. Dieser legt fest, dass Bijane ab kommender Woche sein neuer Bacha sein wird. Kurz bevor Saman eines Abends erneut vor Farroukhzads Männern tanzen muss, weist er Bijane an, beim Klang der Glöckchen während seines Tanzes zu fliehen und in sein Dorf zurückzukehren. Saman wiederum beginnt zu tanzen und schlitzt sich beim Tanz die Schlagadern an beiden Gelenken auf. Er blutet heftig, hört jedoch nicht auf zu tanzen und dreht sich so lange zum Klang der Musik im Kreis, bis er zusammenbricht.

## Produktion
Der Klang der Glöckchen wurde 2015 in Tunesien gedreht. Es war das Regiedebüt von Autorin Chabname Zariab, die 1982 in Afghanistan geboren wurde, jedoch bereits im Alter von sieben Jahren mit ihren Eltern nach Frankreich kam. Sie schrieb auch das Drehbuch zum Film. Die Kostüme schufen Sayed Ahmad Hashimi und Haroon Mohd Amanullah, die Filmbauten stammen von Fatma Madani.
Der Klang der Glöckchen erlebte am 24. Januar 2016 auf dem Premiers Plans – Angers Festival seine Premiere und lief in der Folge auf zahlreichen Filmfestivals in Europa. ARTE zeigte den Film am 12. Februar 2016 im Rahmen der Reihe Kurzschluss, wobei er untertitelt lief.

## Auszeichnungen
Auf dem Festival du Court-Métrage de Clermont-Ferrand gewann der Film 2016 den Prix SACD als Bestes Erstlingswerk. Im internationalen Wettbewerb des Tampere International Short Film Festivals gewann der Film 2016 in der Kategorie Bester fiktionaler Film und erhielt außerdem den GBVision Award. Der Klang der Glöckchen wurde 2017 für einen César in der Kategorie Bester Kurzfilm nominiert.